# Kaaksburg
Kaaksburg ist ein Ortsteil von Kaaks in Holstein nördlich von Itzehoe. Die dort gelegene gleichnamige Ringwallburg stammt aus dem 8. oder 9. Jahrhundert. Ihre älteste bekannte urkundliche Erwähnung (jedenfalls unter diesem Namen) stammt aus den Jahren 1560–1576.

## Geschichte
Über ihre Entstehung und Funktion ist nicht viel bekannt. Der ovale Ringwall mit einem Durchmesser von 80 bzw. 100 m und einer Höhe von ca. 5 m wurde aus dunkler Erde aufgeworfen, während der Boden in der Umgebung sandig ist, weshalb angenommen wurde, dass das Material aus der im Südosten vorbeifließenden Bekau stammt. Zumindest nach Norden und Osten war der Ringwall zudem von einem Graben umgeben. Im Westen fließt zudem der in die Bekau mündende Mehlbeker Mühlenbach entlang.
Die Bekau ist seinerzeit noch bis mindestens zur Burg schiffbar gewesen und bis zu ihrer Eindeichung von den Gezeiten beeinflusst; die Umgebung der Burg war damals noch sumpfig-morastig und zeitweise überschwemmt. Es wurde deshalb angenommen, dass die Burg an dieser strategisch günstigen Position zur Beherrschung des Wasserweges angelegt wurde. Einer Volkssage zufolge soll sie einst Seeräubern – manchmal ist die Rede von Klaus Störtebeker – als Stützpunkt gedient haben.
Gefunden wurde bei der Burganlage bis zum Ende des 19. Jahrhunderts mindestens eine eiserne Axt. Anfang der 1930er Jahre nahm Hermann Hofmeister bei der Burg Ausgrabungen vor, deren Ergebnisse er in dem 1932 unter dem Titel „Urholstein“ erschienenen Grabungsbericht veröffentlichte.
Während die Chaussee bzw. Landstraße zwischen Itzehoe und Schenefeld den Ringwall früher noch östlich umging, verläuft die heutige L 127 mitten durch den Ring. Ein Gedenkstein beim mittlerweile bewaldeten Wall erinnert an die ehemalige Kaaksburg.